# Begençmuhammet Kulyýew
Begençmuhammet Kulyýew (4 aprile 1977) è un ex calciatore turkmeno, di ruolo centrocampista.

## Carriera

### Club
Ha cominciato a giocare al Köpetdag Aşgabat. Nel 1999 è passato al Jetisý. Nel 2000 si è trasferito al Nisa Aşgabat. Nel 2001 è stato acquistato dal Kristall Smolensk. Nel 2002 è passato al Shahter Qaraǵandy. Nel 2004, dopo aver giocato al Vostok Óskemen, si è trasferito al Nisa Aşgabat. Nel 2005, dopo aver giocato all'Aboomoslem, è passato al Nebitçi. Nel 2006 è stato acquistato dall'Aşgabat, con cui ha concluso la propria carriera nel 2009.

### Nazionale
Ha debuttato in Nazionale nel 1997. Ha partecipato, con la Nazionale, alla Coppa d'Asia 2004.

## Palmarès

### Club

#### Competizioni nazionali
- Campionato di calcio del Turkmenistan: 3

Köpetdag Aşgabat: 1997-1998
Aşgabat: 2007, 2008
- Coppa del Turkmenistan: 2

Köpetdag Aşgabat: 1996, 1998-1999